# Glaciar Perito Moreno
El glaciar Perito Moreno, glaciar Bismarck o glaciar Francisco Gormaz es un glaciar ubicado en su mayoría el departamento Lago Argentino de la provincia de Santa Cruz, en el sudoeste de la Argentina, en la región de la Patagonia, con una parte de su superficie ubicada en Natales, Chile. Se integra dentro del parque nacional Los Glaciares en su parte argentina y el parque nacional Bernardo O'Higgins en su parte chilena.
Este glaciar es parte del campo de hielo Patagónico Sur teniendo parte de su origen en la región de Magallanes y de la Antártica Chilena de Chile, con el límite demarcado con el acuerdo de 1998. En su descenso, alcanza el brazo Sur del lago Argentino, con un frente de 5 km de longitud, aflorando sobre el agua con una altura de unos 60 m. 
Gracias a su constante avance, forma una represa con las aguas del brazo Rico de dicho lago, lo cual genera un desnivel con respecto al resto del lago de hasta 30 m. Por la presión de esta masa líquida se producen filtraciones en el hielo que crean un túnel con una bóveda de más de 50 m de altura. El derrumbe de esta bóveda constituye un inusual espectáculo natural y es uno de los mayores atractivos del parque. 
El nombre del glaciar hace honor a Francisco Moreno, director del museo de la Sociedad Científica Argentina y activo explorador de la zona austral de ese país.

## Ubicación
Se encuentra ubicado frente a la península de Magallanes, al sur del parque nacional, a unos 80 km de la villa El Calafate, hasta donde se puede llegar en avión desde el Aeropuerto Internacional Comandante Armando Tola o por vía terrestre por la Ruta Provincial 11. El Calafate se encuentra a 320 km al noroeste de la capital de la provincia, Río Gallegos.
Situado en una zona rodeada de bosques y montañas, queda dentro del parque nacional Los Glaciares, reconocido como tal en 1937, en la Provincia de Santa Cruz, en el sur de Argentina. Este parque, de 724 000 ha, tiene en total 356 glaciares. El origen del glaciar se encuentra dentro del parque nacional Bernardo O'Higgins de 3 524 648 ha, reconocido como tal en 1969 en la comuna de Natales, región de Magallanes y de la Antártica Chilena, en la zona austral de Chile. El límite entre ambos países el cual pasa sobre el glaciar fue definido en el acuerdo de 1998, siendo aprobado por ambos países.

## Estatus
Este glaciar es uno de los varios glaciares patagónicos que acrece cualquiera de las tres hipótesis de constitución: decrecimiento, acrecimiento y equilibrio, que siguen en debate por los glaciólogos.
El frente de avance del glaciar tiene 5 kilómetros (3 mi) de ancho, con una altura promedio de 74 m (240 pies) por encima del lago Argentino. La profundidad total del hielo es de 170 metros (558 pies).

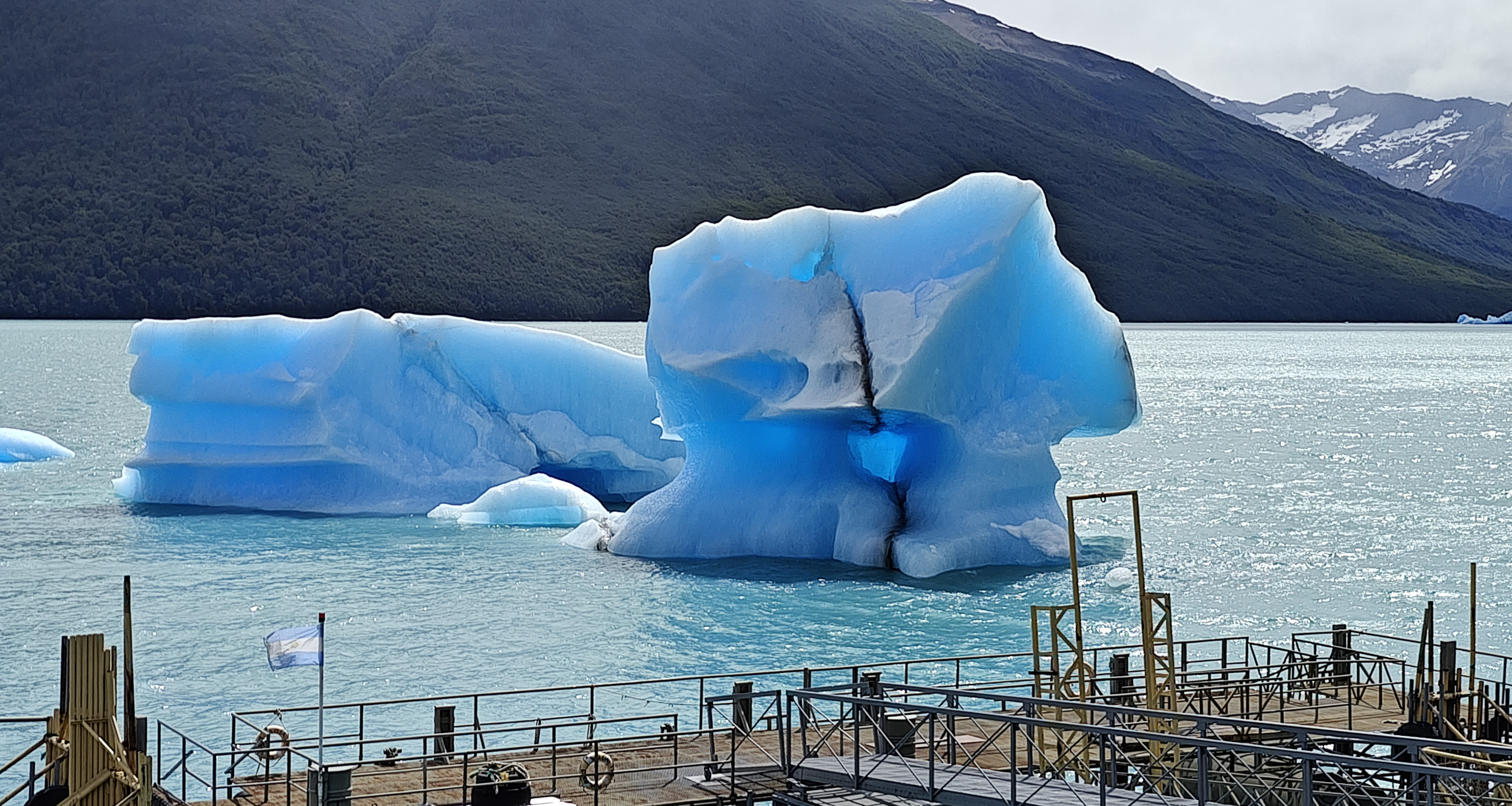
Témpanos del Glaciar Perito Moreno en Lago Argentino - enero 2024

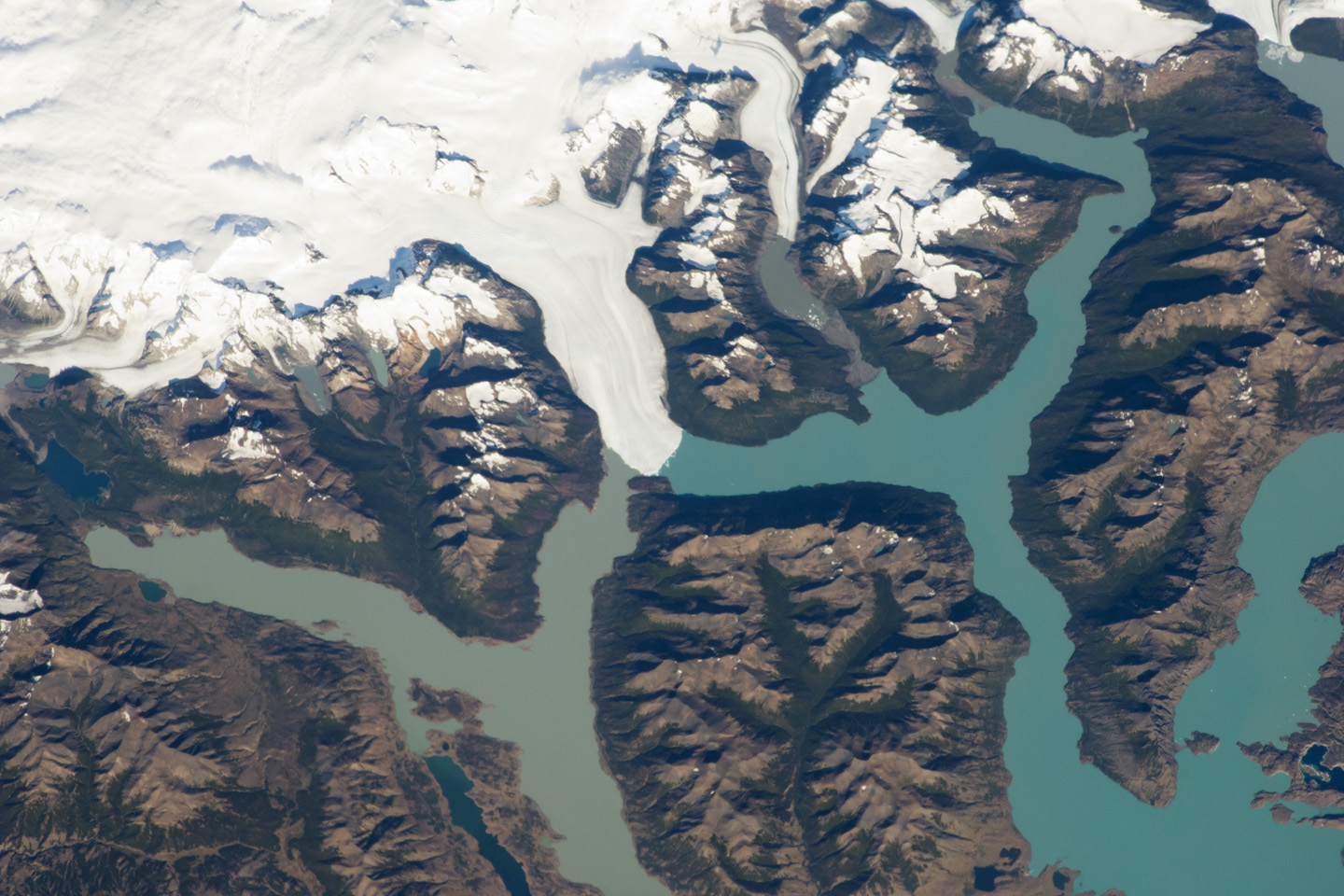
Foto satelital del glaciar. Año 2012.
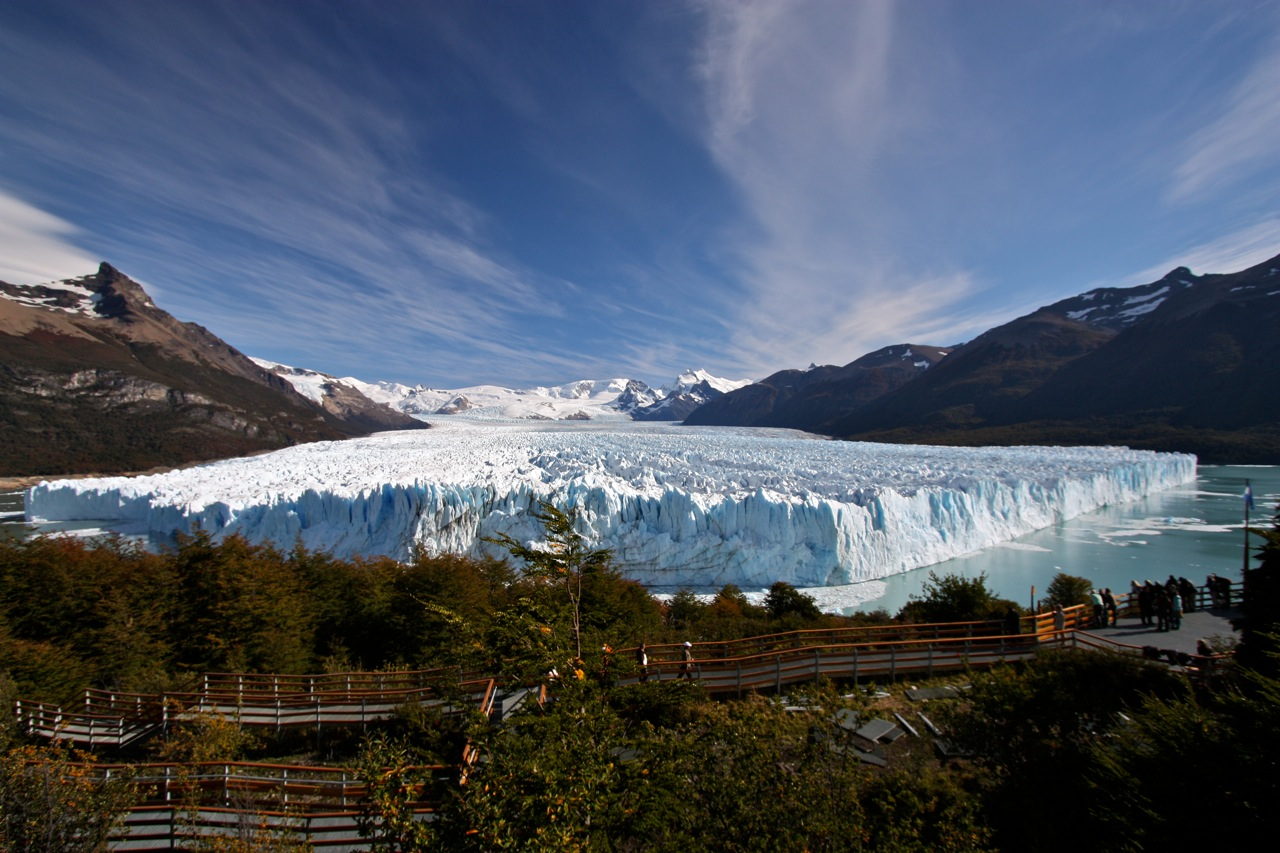
Vista del glaciar desde el mirador del parque en 2010.
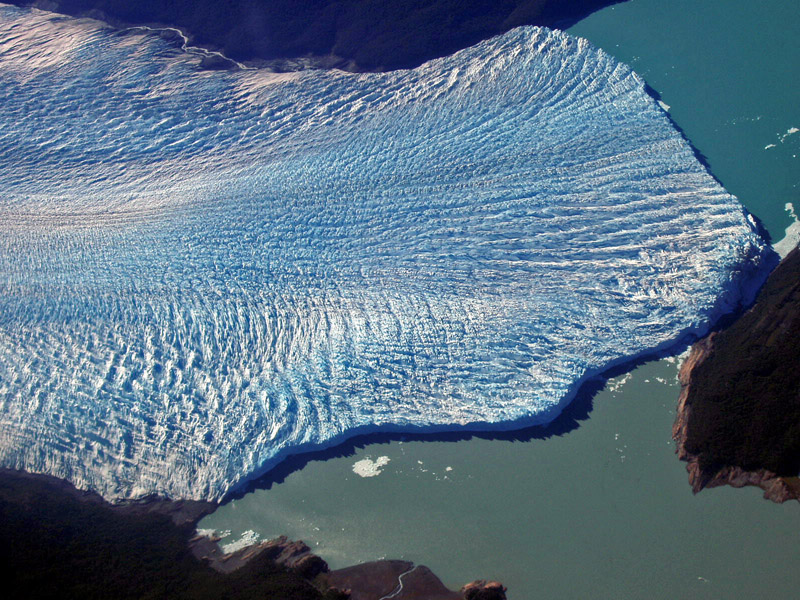
Vista aérea del glaciar donde se observa cómo logra seccionar el brazo Rico del canal de los témpanos (imagen del 2005).
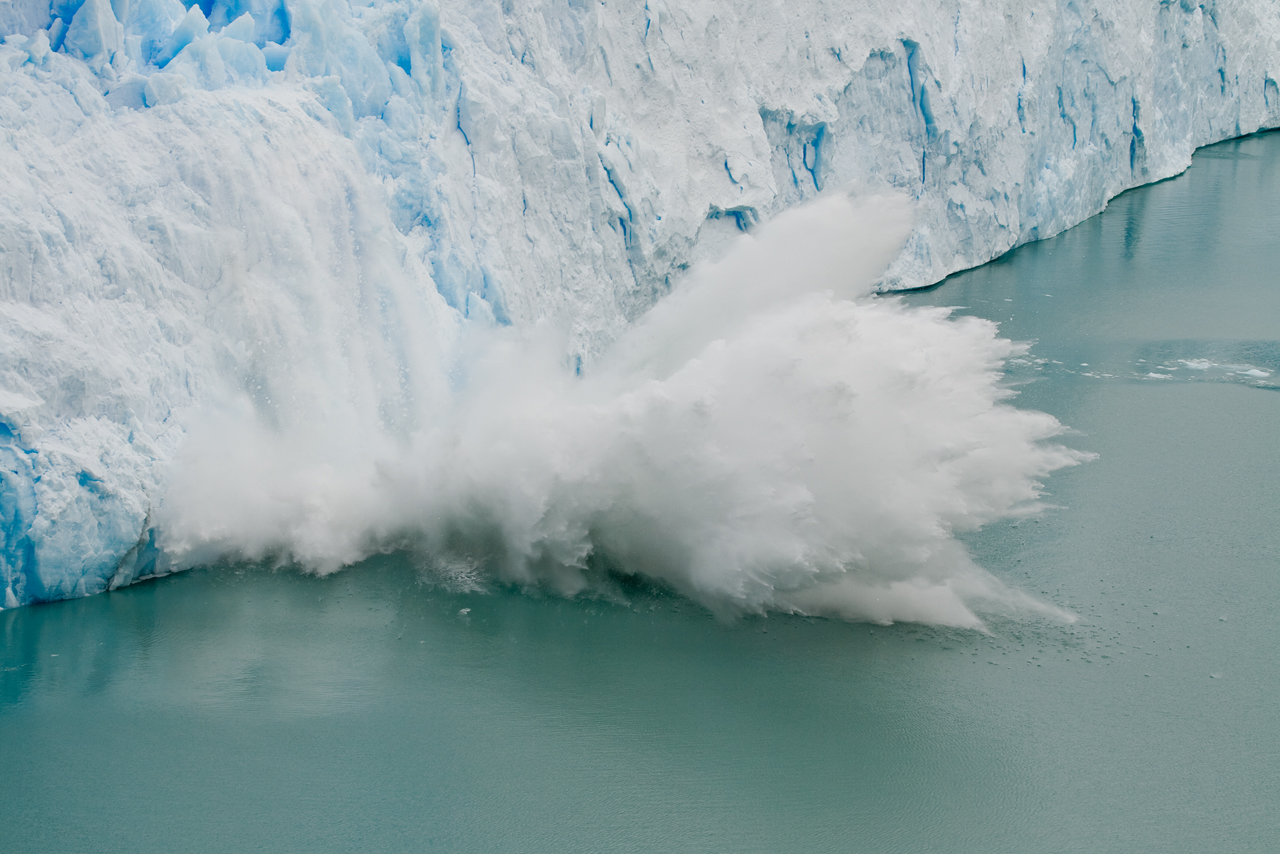
Deshielo del glaciar en 2007.
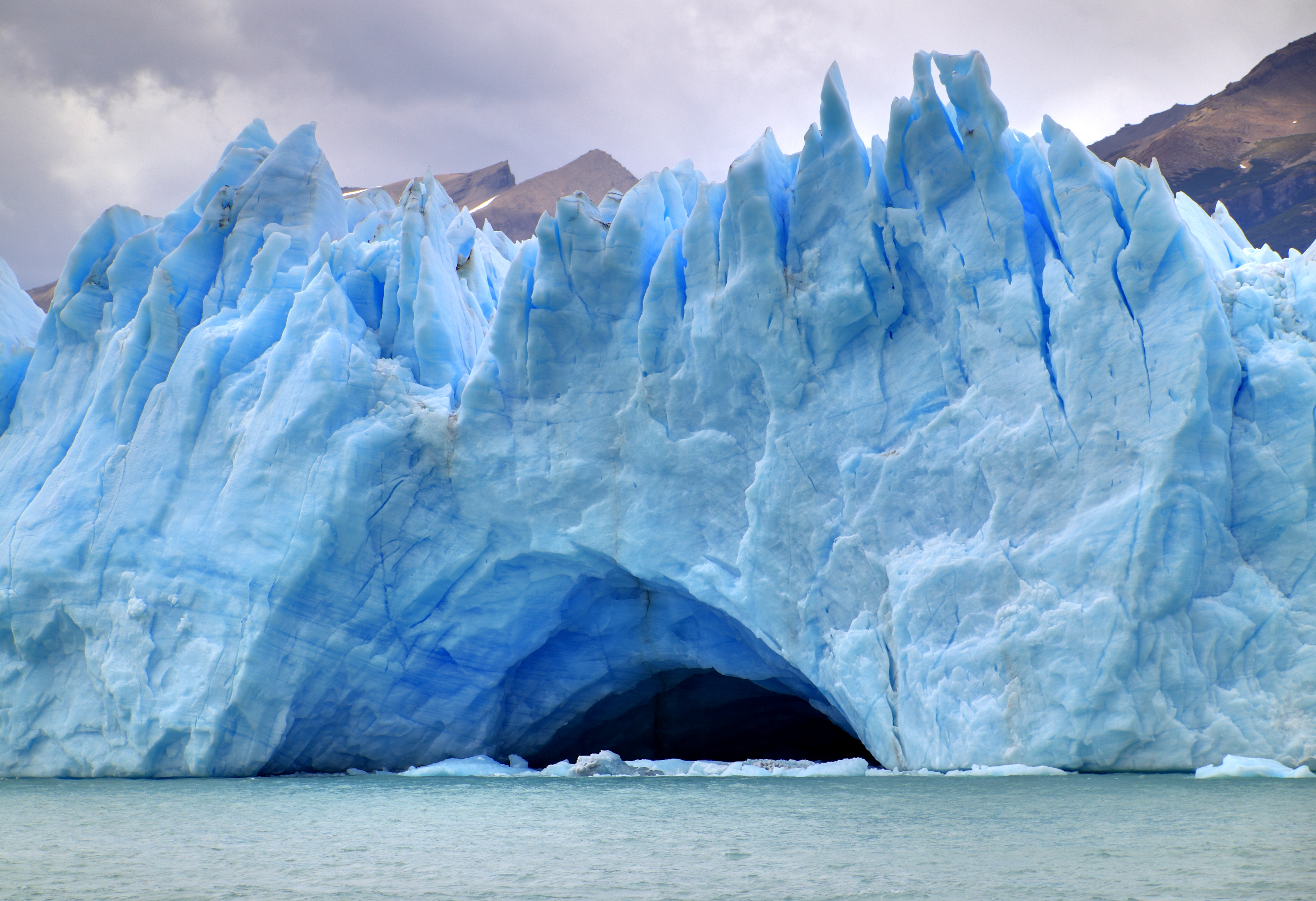
Una cueva glaciar situada en el extremo norte del glaciar.
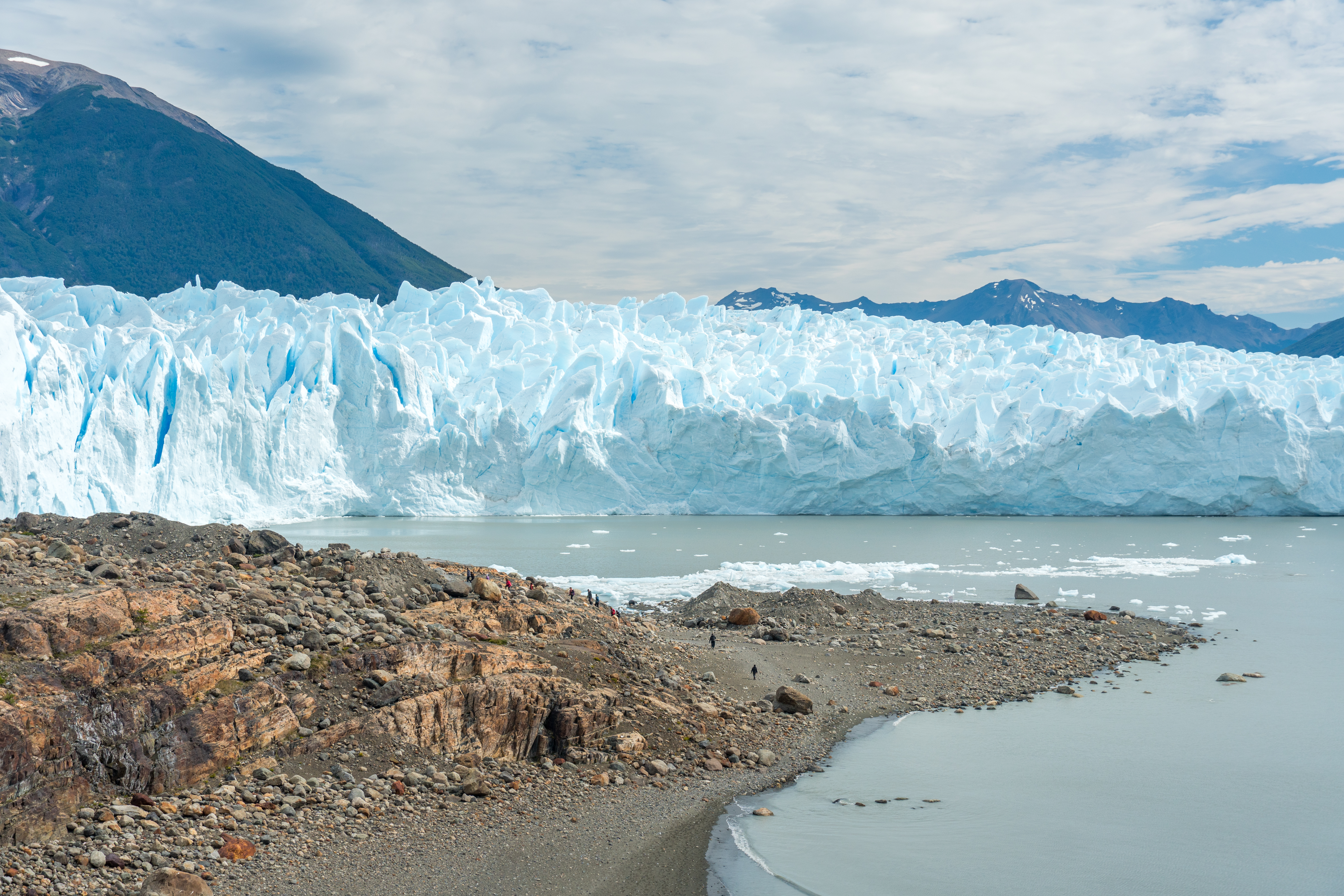
Turistas (centro) caminando junto al glaciar.
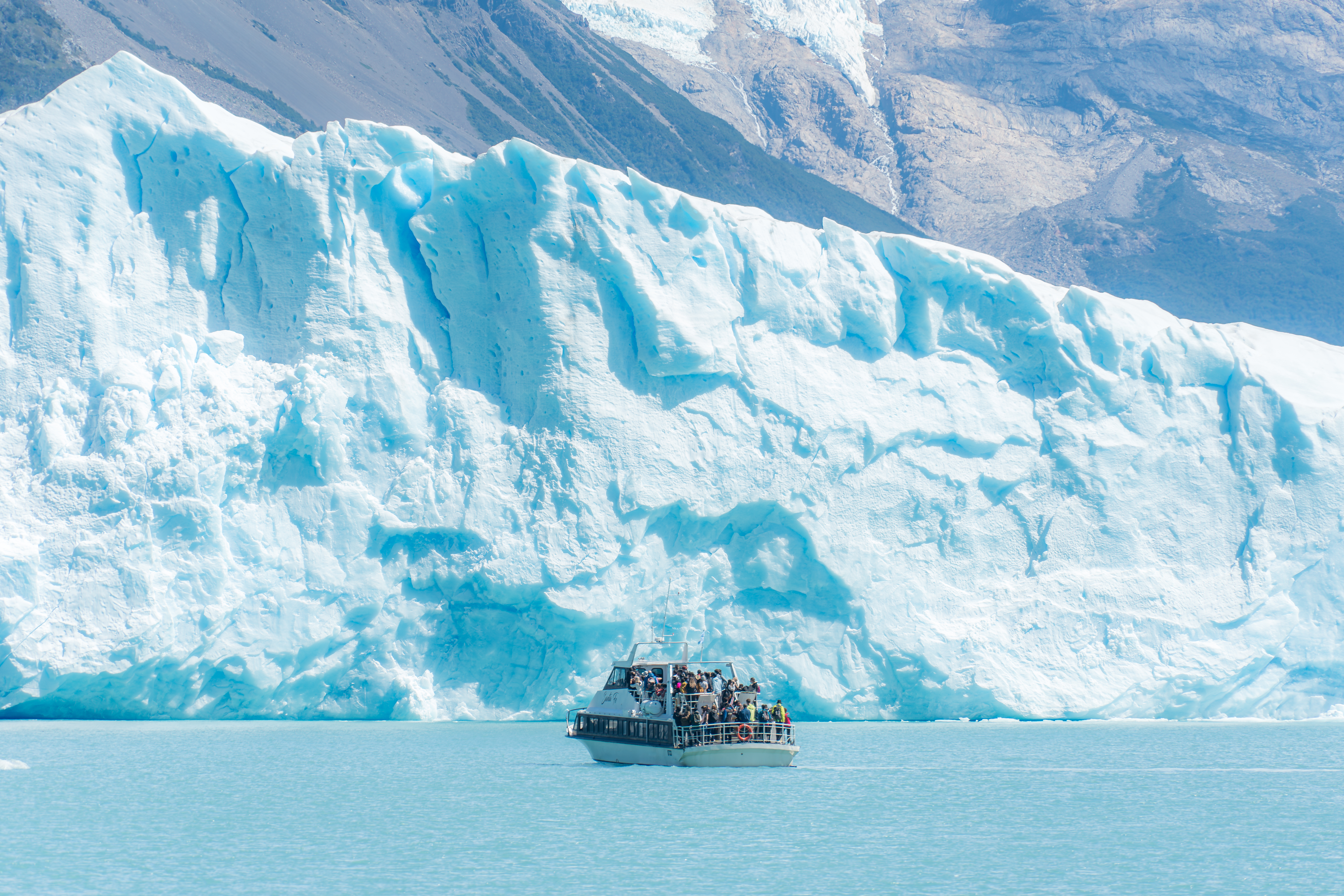
Crucero turístico junto a la cara norte.
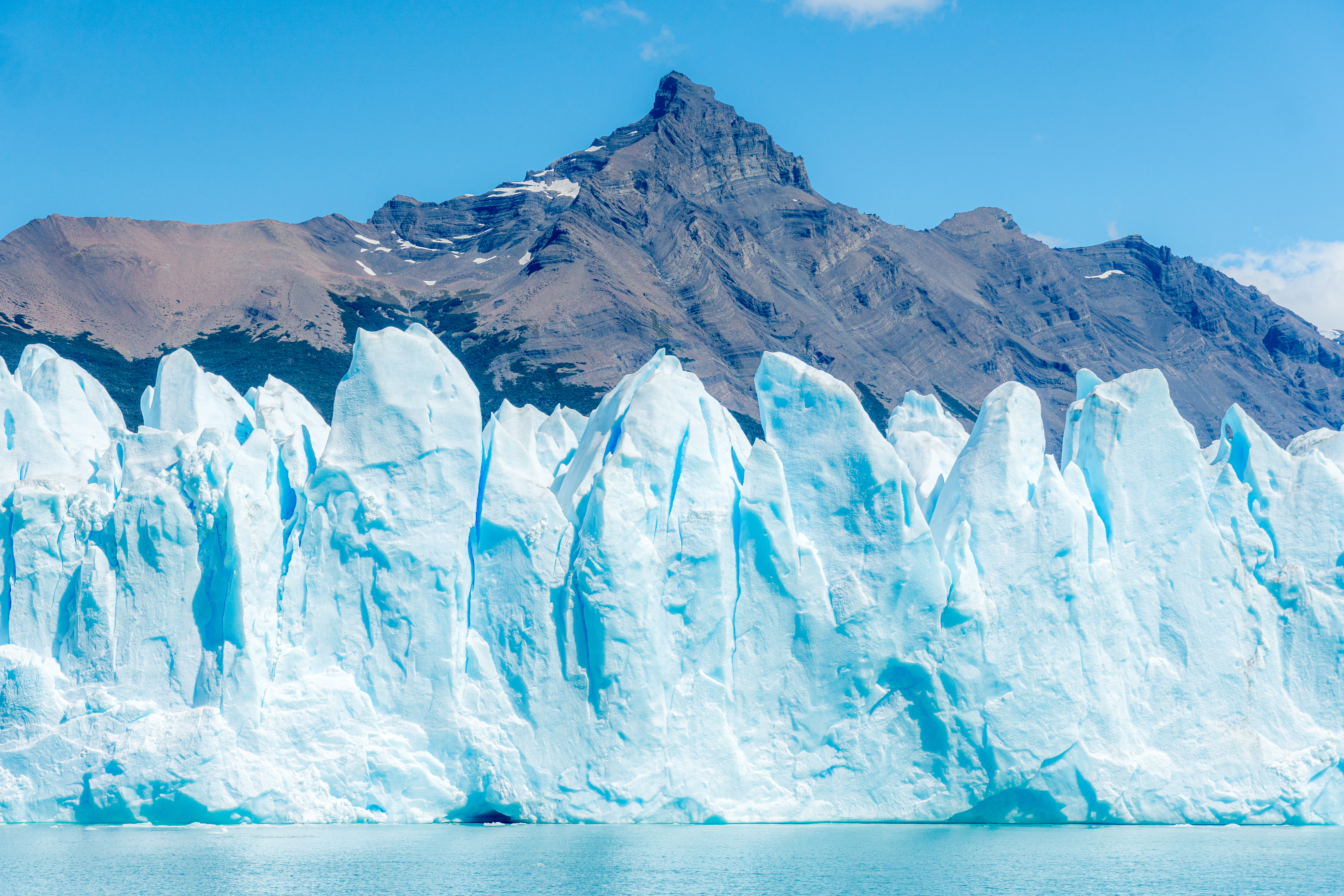
Detalle de la cara norte desde el lago.

## Descripción
En su avance represa las aguas del brazo Rico del lago Argentino, con lo que el nivel de aquel llega a elevarse hasta 30 m por sobre el del resto del lago, haciendo presión sobre los hielos. En primer lugar se crea un túnel con una bóveda de más de 50 m por el que las aguas del brazo Rico descienden hasta el lago Argentino. La erosión causada por el agua provoca finalmente el derrumbe de la bóveda, en uno de los espectáculos más imponentes que puedan presenciarse.
El proceso se ha repetido a lo largo de intervalos irregulares: la última ruptura ocurrió el 12 de marzo de 2018, en horas de la madrugada, por lo cual no hubo imágenes ni testigos de la misma, ya que en ese momento el parque estaba cerrado. El día anterior por la tarde se notó que la estructura ya había perdido cerca de dos tercios de su volumen, por lo que se considera que ese año la horadación se produjo a mayor velocidad que en otras ocasiones. La penúltima ruptura se produjo el 10 de marzo de 2016 a las 10:54 hora local y la anterior el 2 de marzo de 2012, con una altura en el brazo Rico de 5,6 m. La ruptura previa comenzó el 4 de julio y culminó el 9 de julio de 2008 (11:15 hora local), sólo dos años después de la anterior (marzo de 2006). Sin embargo, la ruptura de 2004 se produjo después de 16 años (acontecida en febrero de 1988), cuando la diferencia de nivel de las aguas entre el canal de los témpanos y el brazo Rico llegó a 30 m. 
El turista puede gozar de este espectáculo a sólo unos 400 m de distancia, en instalaciones especialmente creadas para la observación.
Lista de rupturas registradas: 2018, 2016, 2012, 2008, 2006, 2004, 1988, 1984, 1980, 1977, 1975, 1972, 1970, 1966, 1963, 1960, 1956, 1953, 1951 (en invierno), 1947, 1940, 1934, 1917. Así, esas rupturas son cada cuatro años y medio en el promedio del último siglo.
También es posible transitar sobre él, con ropa y calzado especial, con guías especialmente entrenados y con especial conocimiento de la zona.
El glaciar Perito Moreno tiene una velocidad (medida a unos 4 km del frente) de aproximadamente 2 m por día, alrededor de 700 m por año.

## Turismo
Hay habilitado un paseo costanero y se realizan excursiones en barco en las cercanías del glaciar.

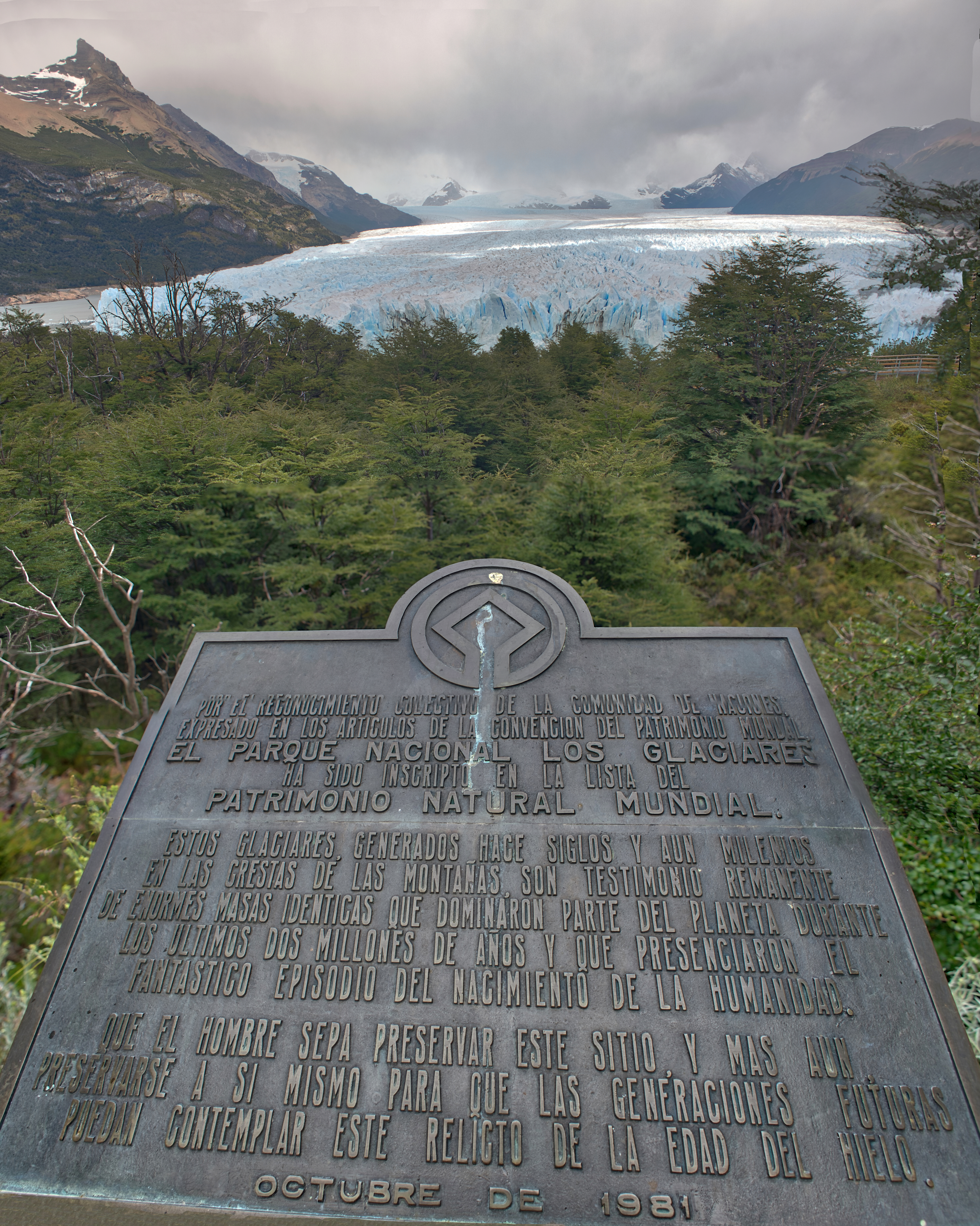
Vista desde el mirador del Glaciar Perito Moreno

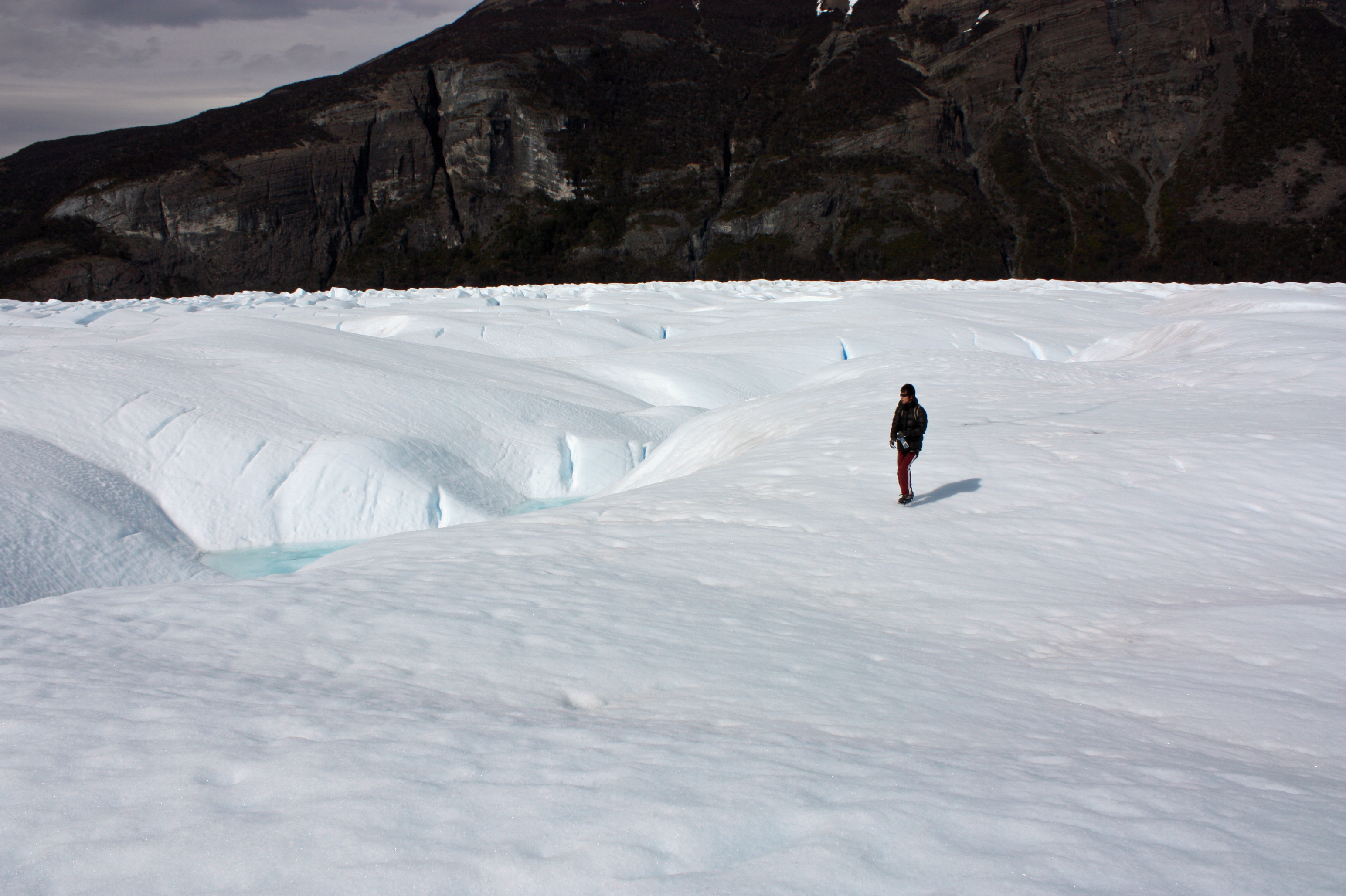
Caminata sobre el glaciar.

## Fauna
En el glaciar habita un pequeño insecto llamado dragón patagónico (Andiperla willinki).

## Historia
En 1879, el capitán británico de la Armada Chilena, Juan Tomás Rogers, avistó por primera vez el glaciar, al cual denominó «Francisco Gormaz», nombre del director de la Oficina Hidrográfica de la Marina Chilena, organismo patrocinador de la expedición descubridora. Algunos años más tarde, Rudolph Hauthal, adscrito a la Comisión Argentina de Límites, se encontró con el glaciar, y decidió nombrarlo «Bismarck» en honor al entonces canciller prusiano.
En 1881 se firmó el tratado de límites entre Argentina y Chile, el cual definió el límite de ambos países en la cordillera de los Andes hasta el paralelo 52. Al encontrarse al este de la cordillera de los Andes, y en un lago de vertiente atlántica como lo es el Argentino, el glaciar quedó bajo soberanía argentina en su desembocadura. Antes del tratado la zona se encontraba en disputa entre ambos países en el marco de la disputa de la Patagonia Oriental, Tierra del Fuego y el estrecho de Magallanes.
Finalmente, en 1899, tras largos años de investigaciones, recopilación de material arqueológico y relevamiento de la zona, el teniente argentino Iglesias, quien estaba a cargo de los estudios para el Instituto Hidrográfico Argentino, lo bautizó «Perito Moreno», en homenaje a Francisco Pascasio Moreno, conocido como «el perito» por sus conocimientos de la región andina austral, que le valieron ese cargo en la Comisión de Límites entre Argentina y Chile.
Con el litigio del campo de hielo patagónico sur su origen se encontró en disputa hasta la firma del acuerdo de 1998 en donde la línea que se fijó atraviesa el origen del glaciar dejando una pequeña parte en Chile y todo el resto en Argentina.